# Мартин, Адриан
Адриа́н Марти́н Кардо́на (исп. Adrián Martín Cardona; 10 октября 1982, Лас-Пальмас-де-Гран-Канария, Испания) — испанский футболист, полузащитник.

## Карьера
После первых игр сезона 2003/04 в составе родного «Лас Пальмаса», игравшего в испанской Сегунде, Адриан попал в сферу интересов мадридского «Реала». Летом 2004 игрок перешёл в дубль «Реала», «Реал Мадрид Кастилью». 6 декабря 2005 он сыграл единственный свой матч за первую команду «сливочных» — в Лиге чемпионов против греческого «Олимпиакоса». Адриан вышел на замену во втором тайме вместо Хавьера Бальбоа.
Перейдя в «Мурсию» Адриан Мартин практически не появлялся на поле, был отдан в аренду «Хересу», затем перешёл в «Леванте», где появлялся лишь эпизодически. В итоге футболист оказался в третьем по силе испанском дивизионе.